# Sophie Allen
Sophie Nicole Allen (Lincoln, 21 de marzo de 1992) es una deportista británica que compitió en natación.
Ganó una medalla de plata en el Campeonato Europeo de Natación de 2012 y dos medallas de bronce en el Campeonato Europeo de Natación en Piscina Corta de 2013.

## Palmarés internacional
| Campeonato Europeo                  | Campeonato Europeo  | Campeonato Europeo | Campeonato Europeo |
| Año                                 | Lugar               | Medalla            | Prueba             |
| ----------------------------------- | ------------------- | ------------------ | ------------------ |
| 2012                                | Debrecen (Hungría)  | Medalla de plata   | 200 m estilos      |
| Campeonato Europeo en Piscina Corta |                     |                    |                    |
| Año                                 | Lugar               | Medalla            | Prueba             |
| 2013                                | Herning (Dinamarca) | Medalla de bronce  | 200 m estilos      |
| 2013                                | Herning (Dinamarca) | Medalla de bronce  | 4 × 50 m estilos   |